# Вежбно (Нижньосілезьке воєводство)
Вежбно (пол. Wierzbno) — село в Польщі, у гміні Доманюв Олавського повіту Нижньосілезького воєводства.
Населення — 1077 осіб (2011).
У 1975-1998 роках село належало до Вроцлавського воєводства.

## Демографія
Демографічна структура станом на 31 березня 2011 року:
|          | Загалом | Допрацездатний вік | Працездатний вік | Постпрацездатний вік |
| -------- | ------- | ------------------ | ---------------- | -------------------- |
| Чоловіки | 527     | 108                | 379              | 40                   |
| Жінки    | 550     | 131                | 347              | 72                   |
| Разом    | 1077    | 239                | 726              | 112                  |